# Porphyrinia albidior
Porphyrinia albidior là một loài bướm đêm trong họ Noctuidae.